# Geoff Wheel
Geoff Wheel (Swansea, Gales, 30 de junio de 1951-26 de diciembre de 2024) fue un jugador de rugby galés que jugó en la posición de Lock.

## Carrera

### Club
| Periodo   | Club        |
| --------- | ----------- |
| 1969-1970 | Mumbles RFC |
| 1970-1983 | Swansea RFC |

### Selección nacional
Jugó para Gales en 32 ocasiones de 1974 a 1982, haciendo su debut el 2 de febrero de 1974 ante Irlanda, siendo uno de los primeros jugadores expulsados del torneo de las Seis Naciones en 1977.

## Muerte
Wheel murió de esclerosis lateral amiotrófica el 26 de diciembre de 2024 a los 73 años.